# Линколн (Ајдахо)
Линколн (енгл. Lincoln) насељено је место без административног статуса у америчкој савезној држави Ајдахо.

## Демографија
По попису из 2010. године број становника је 3.647.
| Група             | 2000.    | 2010.         |
| Белци             | 0 (0,0%) | 2.889 (79,2%) |
| Афроамериканци    | 0 (0,0%) | 12 (0,3%)     |
| Азијати           | 0 (0,0%) | 17 (0,5%)     |
| Хиспаноамериканци | 0 (0,0%) | 675 (18,5%)   |
| Укупно            | 0        | 3.647         |